# Stryjewo
Stryjewo [strɨˈjɛvɔ] (tiếng Đức: Stockhausen)  là một ngôi làng thuộc khu hành chính của Gmina Biskupiec, thuộc huyện Olsztyński, Warmińsko-Mazurskie, ở miền bắc Ba Lan. Nó nằm khoảng 9 kilômét (6 mi)   phía đông bắc Biskupiec và 37 km (23 mi) về phía đông bắc của thủ đô khu vực Olsztyn.